# Municipio de Stokes Mound
El municipio de Stokes Mound (en inglés: Stokes Mound Township) es un municipio ubicado en el condado de Carroll en el estado estadounidense de Misuri. En el año 2010 tenía una población de 358 habitantes y una densidad poblacional de 3,93 personas por km².

## Geografía
El municipio de Stokes Mound se encuentra ubicado en las coordenadas 39°34′11″N 93°28′43″O / 39.56972, -93.47861. Según la Oficina del Censo de los Estados Unidos, el municipio tiene una superficie total de 91.13 km², de la cual 91,06 km² corresponden a tierra firme y (0,07 %) 0,07 km² es agua.

## Demografía
Según el censo de 2010, había 358 personas residiendo en el municipio de Stokes Mound. La densidad de población era de 3,93 hab./km². De los 358 habitantes, el municipio de Stokes Mound estaba compuesto por el 97,77 % blancos, el 1,4 % eran isleños del Pacífico y el 0,84 % eran de una mezcla de razas. Del total de la población el 0 % eran hispanos o latinos de cualquier raza.